# Karl Guthe Jansky
Karl Guthe Jansky (Norman, 22 ottobre 1905 – Red Bank, 14 febbraio 1950) è stato un fisico statunitense e ingegnere radio che nel 1932 scoprì che la Via Lattea emana onde radio; egli non diede seguito alla propria scoperta, ma segnò comunque l'inizio della radioastronomia.

## Biografia
Jansky nacque a Norman, Oklahoma, e studiò all'università del Wisconsin dove si laureò in fisica nel 1927.
Nel 1928 entrò a far parte di Bell Telephone Laboratories. I laboratori Bell volevano esaminare l'uso delle onde corte (lunghezza d'onda di circa 10-20 metri) per il servizio radio telefonico transatlantico. A Jansky fu assegnato il compito di indagare la fonte del rumore radio di fondo (o disturbo atmosferico) che poteva interferire con la trasmissione della voce.
Egli costruì un'antenna progettata per ricevere onde radio a una frequenza di 20,5 MHz (lunghezza d'onda di circa 14,5 metri). La montò su una piattaforma girevole e ruotando l'antenna poteva individuare la direzione del segnale radio. Spese oltre un anno analizzando i disturbi radio, ed essi sembravano avere una periodicità giornaliera; questo aspetto sulle prime portò Jansky a pensare che provenissero dal Sole, ma ulteriori analisi rivelarono che i segnali non si ripetevano ogni 24 ore, ma ogni 23 ore e 56 minuti. Questo tempo coincide col giorno siderale che è caratteristico di oggetti al di fuori del nostro sistema solare. Jansky concluse che questi segnali provenivano dalla Via Lattea e che erano più forti in direzione del centro della galassia, nella costellazione del Sagittario.
La scoperta fu pubblicata sul New York Times il 5 maggio del 1933.
Jansky voleva proseguire in queste ricerche ma i laboratori Bell avevano ottenuto ciò che volevano e Jansky fu assegnato ad altri progetti.
Jansky morì a soli 44 anni per le conseguenze dovute a insufficienza cardiaca.
In suo onore venne dato il nome di jansky all'unità di misura del flusso radio (simbolo Jy). Inoltre, a lui è dedicato il Very Large Array.